# Zonitoides nitidus
Zonitoides nitidus е вид коремоного от семейство Gastrodontidae.

## Разпространение
Този вид е разпространен в почти цяла Европа (с изключение на най-южните райони), както и в Чехия, Нидерландия, Русия (Свердловска област), Украйна, Холандия, Словакия, Шетландски и Оркнейски острови, Великобритания, Ирландия, Канада и по-рядко в Северна Гърция. Внесен е в Менорка.